# Astul Urquiaga
Astul Urquiaga (San Nicolás de los Arroyos; 24 de julio de 1914 -ibíd. 14 de noviembre de 1990) fue un poeta y profesor argentino.

## Biografía

### Estudios
Cursó sus estudios en su ciudad natal, concluyendo los medios en la Escuela Normal Rafael Obligado, junto a profesores de la talla de Josefina Acosta y Ginés García. Realizó estudios superiores en el Instituto Libre de Humanidades de Rosario.
Fue fundador de la Escuela Popular Joaquín V. González en 1939, junto a Héctor H. Hernández y Fernando N. Díaz.

### Carrera
Era tal su excelencia, que fue recompensada con cargos de relevante importancia. Fue secretario de la Casa del Acuerdo de San Nicolás, subsecretario del Concejo Deliberante y secretario de la Dirección de Turismo Municipal, lo que lo llevó a concurrir a Congresos Provinciales en los que mostró las bellezas de su amada tierra natal.
Como Presidente de la Comisión de Homenaje al poeta D. Andrés del Pozo, inauguró el busto del mismo, obra del escultor D Luis Perlotti, sito en la avenida costanera.
Obtuvo medallas de oro y plata, menciones de honor y diplomas en concursos nacionales, provinciales y regionales de literatura y poesía en distintos puntos del país.
Publicó su primer libro Cielo en la Tierra, poesías (1943), Editorial Portela, Bs. As. 
Su segundo libro Quieta Heredad. Poemas Bonaerenses, (1948) obtuvo el Primer Premio Nacional Regional de Folklore y Literatura, otorgado por la Comisión de Cultura de la Nación, bajo la presidencia del poeta y escritor José María Castiñeira de Dios, por el trienio 1948/1950, por la Región Pampeana Bonaerense.
Ha colaborado en La Prensa de Buenos Aires, La Capital de Rosario (decano de la prensa argentina), y en diversas revistas y diarios nacionales y locales.
Ha escrito ensayos y semblanzas en prosa sobre las obras literarias de Horacio Rega Molina, Andrés del Pozo, Amado Villar, Felipe Aldana Piazza, Arsenio Salces y Nicolás Semorile.
Ha disertado y presentado en distintas entidades a escritores como Pablo de Rokha, al Dr. León Benarós y al recitador y poeta boliviano Flores Jordán.

### Autores que lo han invocado (o a sus obras)
Se han ocupado de su obra literaria los escritores Gaspar Benavento en su conferencia "El barro celeste", Andrés del Pozo en la Revista de Educación, Horacio José Lencina y Mario Verandi en La Capital de Rosario, los escritores Vaz Ferreira del Uruguay en la Nueva Democracia de New York, Braulio Sánchez Sáez en "O'Correio" de Brasil, Lázaro Seigel en Paisaje Lírico de La Pampa y otros ensayos, La Plata, (1962), Lic. Francisco Romeo Grasso, en el Diccionario Enciclopédico Hispanoamericano, España, el poeta Oscar Casas publicó una entrevista y varias poesías en la revista Usted de San Nicolás de los Arroyos.

### Vida privada
En 1943 se casó con Marta López. A ella se le atribuyen los poemas "Ausencia" y "Compañera".
Ha mantenido durante toda su existencia una inalterable adhesión a los principios democráticos, a los que sirvió con apasionada vocación desde los distintos ambientes donde le tocó actuar.

## Homenajes
Después de su fallecimiento, ocurrido en San Nicolás, el 14 de noviembre de 1990, se ha dispuesto la ofrenda de distintos homenajes en su tierra natal en su memoria: Astul, bar y espacio de Arte, llevan también su nombre un edificio, una calle, un barrio, la biblioteca del Honorable Concejo Deliberante, la bienal de poesía organizada por la Sociedad Argentina de Escritores y simbólicamente una esquina céntrica.

## Premios
- ”Cielo en la Tierra” (1943), Editorial Portela. Primer Premio Municipal de Literatura de la Municipalidad de San Nicolás.
- “Quieta Heredad”. Primer Premio Nacional Regional de Folklore y Literatura.
- Segundo Premio Internacional de Poesía en Paraná.
- Galardonado en el 8º Concurso Internacional de Poesía Plaza de los Poetas José Pedroni.

## Autores relacionados
- Gaspar Benavente
- Andrés Del Pozo
- Vaz Ferreira
- Horacio José Lencina
- Cesar Carlos Bustos
- Mario Verandi
- Braulio Sánchez Sáez
- Lázaro Seigel